# 短體南冰鰧
短體南冰鰧為輻鰭魚綱鱸形目南極魚亞目南極魚科的其中一種，分布於南冰洋海域，棲息深度可達429公尺，體長可達17.2公分，生活在中底層水域，屬肉食性，以橈腳類為食，生活習性不明。